# Twyman-Stokes Teammate of the Year Award
Il Twyman–Stokes Teammate of the Year Award è un premio annuale della National Basketball Association (NBA). Inoltre, il premio prende il nome dei giocatori Jack Twyman e Maurice Stokes. Il premio viene dato al giocatore che durante la regular season si è distinto come compagno ideale. Ogni anno, 12 giocatori, sei da ogni conference, vengono selezionati da una giuria di leggende NBA. Il giocatore con più voti riceve il premio. Il premio è stato creato nel 2013 e il primo vincitore è stata la guardia dei Los Angeles Clippers Chauncey Billups.

## Vincitori
| ^ | Giocatori ancora in attività |  | Eletto nella Basketball Hall of Fame |

| Stagione | Giocatore         | Posizione | Nazionalità | Team                |
| -------- | ----------------- | --------- | ----------- | ------------------- |
| 2012–13  | Chauncey Billups  | Guardia   | Stati Uniti | L.A. Clippers       |
| 2013–14  | Shane Battier     | Ala       | Stati Uniti | Miami Heat          |
| 2014–15  | Tim Duncan        | Ala       | Stati Uniti | San Antonio Spurs   |
| 2015–16  | Vince Carter      | Ala       | Stati Uniti | Memphis Grizzlies   |
| 2016–17  | Dirk Nowitzki     | Ala       | Germania    | Dallas Mavericks    |
| 2017–18  | Jamal Crawford    | Ala       | Stati Uniti | Minnesota T'wolves  |
| 2018–19  | Mike Conley^      | Playmaker | Stati Uniti | Memphis Grizzlies   |
| 2019–20  | Jrue Holiday^     | Playmaker | Stati Uniti | N.O. Pelicans       |
| 2020-21  | Damian Lillard^   | Playmaker | Stati Uniti | Portland T. Blazers |
| 2021-22  | Jrue Holiday (2)^ | Playmaker | Stati Uniti | Milwaukee Bucks     |
| 2022-23  | Jrue Holiday (3)^ | Playmaker | Stati Uniti | Milwaukee Bucks     |
| 2023-24  | Mike Conley (2)^  | Playmaker | Stati Uniti | Minnesota T'wolves  |
| 2024-25  | Stephen Curry^    | Playmaker | Stati Uniti | G.S. Warriors       |